# Þór Helgi
Þór Helgi ou Helgi est le quatrième évêque de Garðar, au Groenland.

## Biographie
Þór Helgi est originaire de Norvège ; trois ans s'écoulèrent entre la mort en 1209 de l'évêque de Garðar Jón Árnason et son arrivée au Groenland en 1212, après l'escale habituelle en Islande lors du voyage. Nous ne savons rien de son mandat d'évêque à Garðar.